# Tosos
Tosos est une commune d’Espagne, dans la province de Saragosse, communauté autonome d'Aragon comarque de Campo de Cariñena.

## Géographie
Tosos est située à 50 km au sud de Saragosse, sur la rivière Huerva.
Les principales voies de communication pour y accéder sont les routes régionales A220 et A1101. Ces routes ne passent pas directement par le village, mais communiquent avec celles-ci par la route CV102

## Démographie
Le village compte 208 habitants (recensement de 2014); les habitants sont appelés Tosinos et Tosinas. La densité de population s'élève à 3,03 hab/km2.

## Économie
Cette commune fait partie de l'AOC de Cariñena.

### Derniers maires de Tosos
| Période   | Maire                   | Parti |  |
| --------- | ----------------------- | ----- |  |
| 1979-1983 | Antonio Francés Sánchez | PAR   |  |
| 1983-1987 |                         |       |  |
| 1987-1991 |                         |       |  |
| 1991-1995 |                         |       |  |
| 1995-1999 |                         |       |  |
| 1999-2003 |                         |       |  |
| 2003-2007 |                         |       |  |
| 2007-2011 |                         |       |  |
| 2011-2015 |                         |       |  |
| 2015-2019 | José Luis Ansón Gómez   | PSOE  |  |

### Résultats électoraux
| Elecciones municipales |      |      |      |      |
| Parti                  | 2003 | 2007 | 2011 | 2015 |
| PSOE                   | 4    | 3    | 4    | 3    |
| PAR                    |      | 2    | 1    | 2    |
| PP                     | 1    | -    | -    | -    |
| CHA                    |      | -    | -    | -    |
| IU                     |      | -    | -    |      |
| Total                  | 5    | 5    | 5    | 5    |

## Cultures
Tosos est connu pour son vin, ce qui n'est pas surprenant étant les domaines viticoles sur son territoire. Autour des rives de la rivière Huerva se trouve également un vaste jardin.

## Lieux et monuments
L'environnement de Tosos est plein de charmes et de particularités ; on peut notamment citer "Las peñas" (Les Roches), des formations rocheuses, caprices de la nature et fruits de milliers d'années d'érosion.

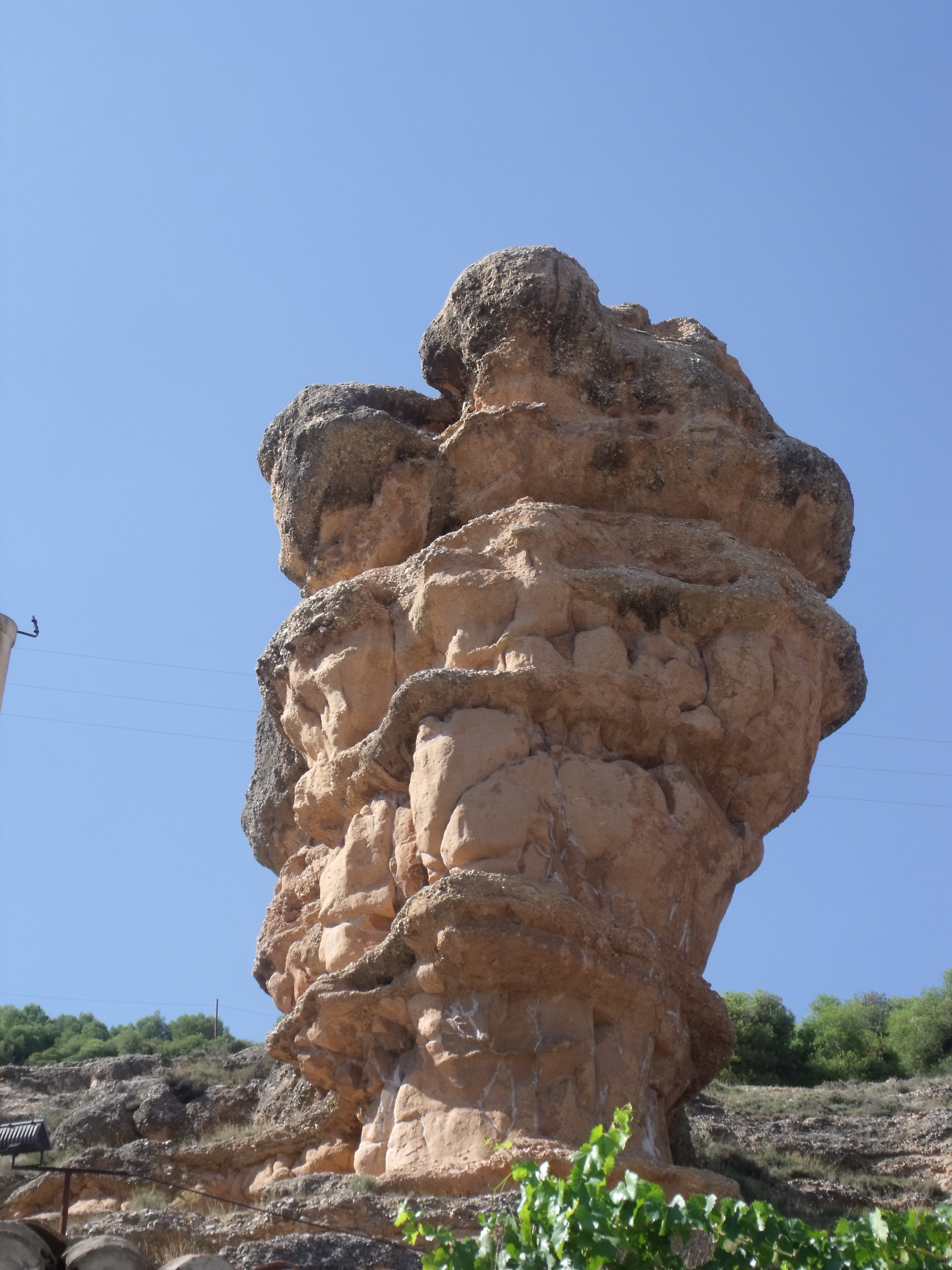
La Peña Chiquita, l'une des étranges formations rocheuses visibles sur le territoire de Tosos

Le marais de las Torcas est l'une des meilleurs attractions que Tosos peut offrir aux voyageurs. En marchant vers le barrage, en suivant l'historique rivière Huerva, se tient "la Casaza", l'une des deux tours de guet qui a servi de moyen de communication pendant le Moyen-âge. On peut également citer une cave de vin bio, la première en Aragon dédiée exclusivement à la culture et à la transformation des vins de l'agriculture biologique.

## Fêtes locales
Des festivités en l'honneur de San Bartolomé ont lieu le 24 août et durent environ 4 ou 5 jours ; le samedi suivant se déroule la traditionnelle Journée de la Vache, au cours de laquelle un dîner populaire le long de la rue principale a lieu. Pendant les vacances se déroulent des activités de toutes sortes et pour tous les âges.
Les festivités en l'honneur de la patronne de la ville, Santa Barbara, ont lieu le 4 décembre mais sont également célébrés à al fin de la semaine de la Pentecôte. Ainsi, ces festivités changent de date chaque année (en Mai ou Juin). Un concert a lieu le samedi et dimanche ; s'ensuit le traditionnel pèlerinage au sanctuaire en l'honneur du patron de la sainte.
Une autre date à retenir est San Blas, le 3 février, où a lieu un feu de joie et un barbecue populaire dans la place sur la rue principale.

## Sports
La tradition sportive est très importante à Tosos, en particulier le football ; le village a possédé une équipe de football d'assez bon niveau qui est devenue un grand club dans la région, et a montré son talent dans les tournois du comté dans les années 1990.